# 14332 Brucebarnett
A 14332 Brucebarnett (ideiglenes jelöléssel (14332) 1981 EX26) a Naprendszer kisbolygóövében található aszteroida. Schelte J. Bus fedezte fel 1981. március 2-án.